# Parachelifer lativittatus
Parachelifer lativittatus är en spindeldjursart som först beskrevs av Chamberlin 1923.  Parachelifer lativittatus ingår i släktet Parachelifer och familjen tvåögonklokrypare. Inga underarter finns listade i Catalogue of Life.